# Ocquerre
Ocquerre ist eine französische Gemeinde mit 376 Einwohnern (Stand: 1. Januar 2022) im Département Seine-et-Marne in der Region Île-de-France. Sie gehört zum Arrondissement Meaux und zum Kanton La Ferté-sous-Jouarre (bis 2015: Kanton Lizy-sur-Ourcq). Die Einwohner werden Ocquerrois genannt.

## Geographie
Ocquerre liegt etwa 14 Kilometer nordöstlich von Meaux am Ourcq, die die Gemeinde im Westen begrenzt. Umgeben wird Ocquerre von den Nachbargemeinden Crouy-sur-Ourcq im Norden, Vendrest im Osten, Cocherel im Südosten, Tancrou im Süden, Mary-sur-Marne im Südwesten, Lizy-sur-Ourcq im Westen sowie May-en-Multien im Nordwesten.

## Bevölkerungsentwicklung
| Jahr                      | 1962 | 1968 | 1975 | 1982 | 1990 | 1999 | 2006 | 2013 |
| Einwohner                 | 291  | 289  | 270  | 247  | 284  | 307  | 367  | 445  |
| Quelle: Cassini und INSEE |      |      |      |      |      |      |      |      |

## Sehenswürdigkeiten
Siehe auch: Liste der Monuments historiques in Ocquerre

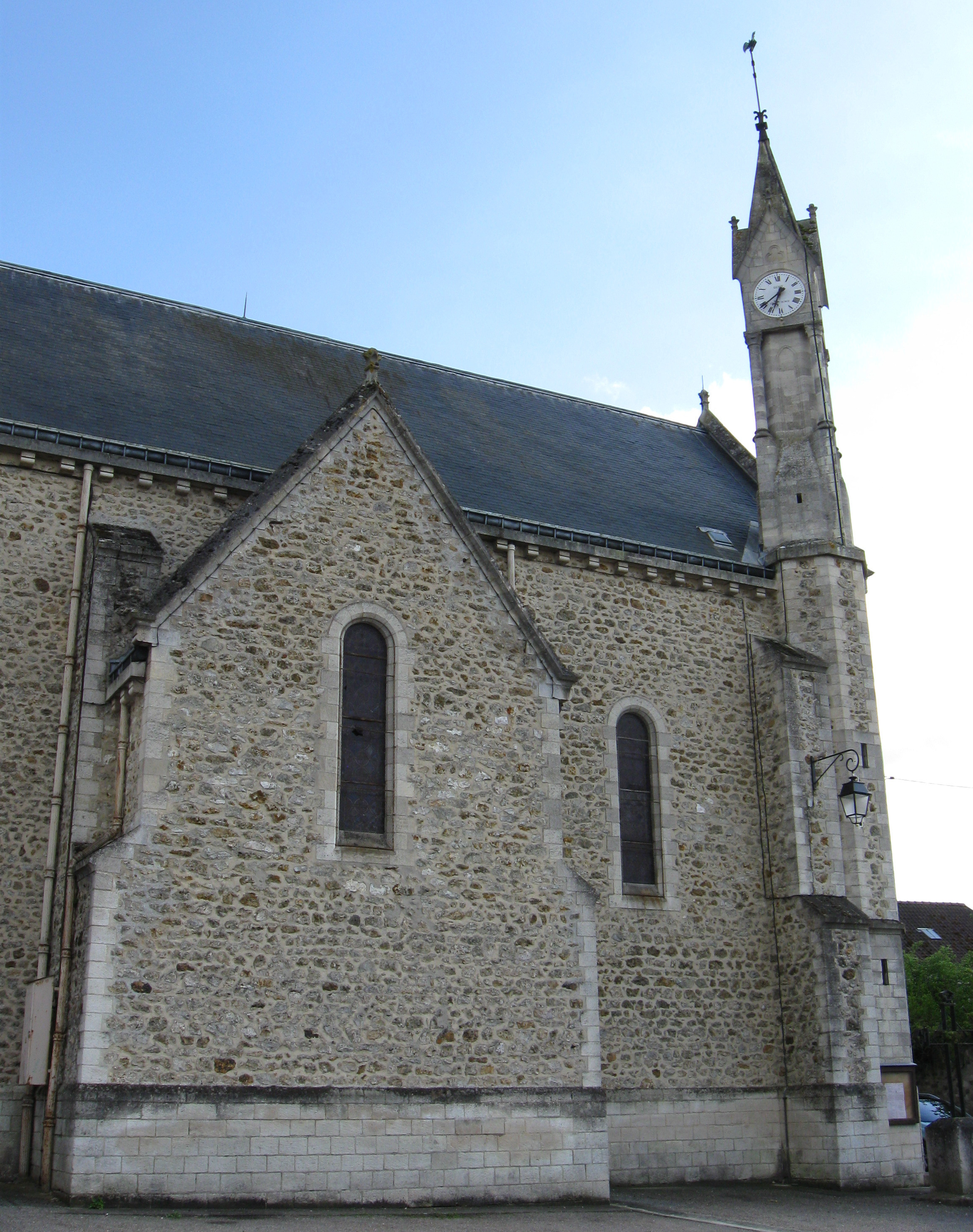
Kirche Saint-Étienne
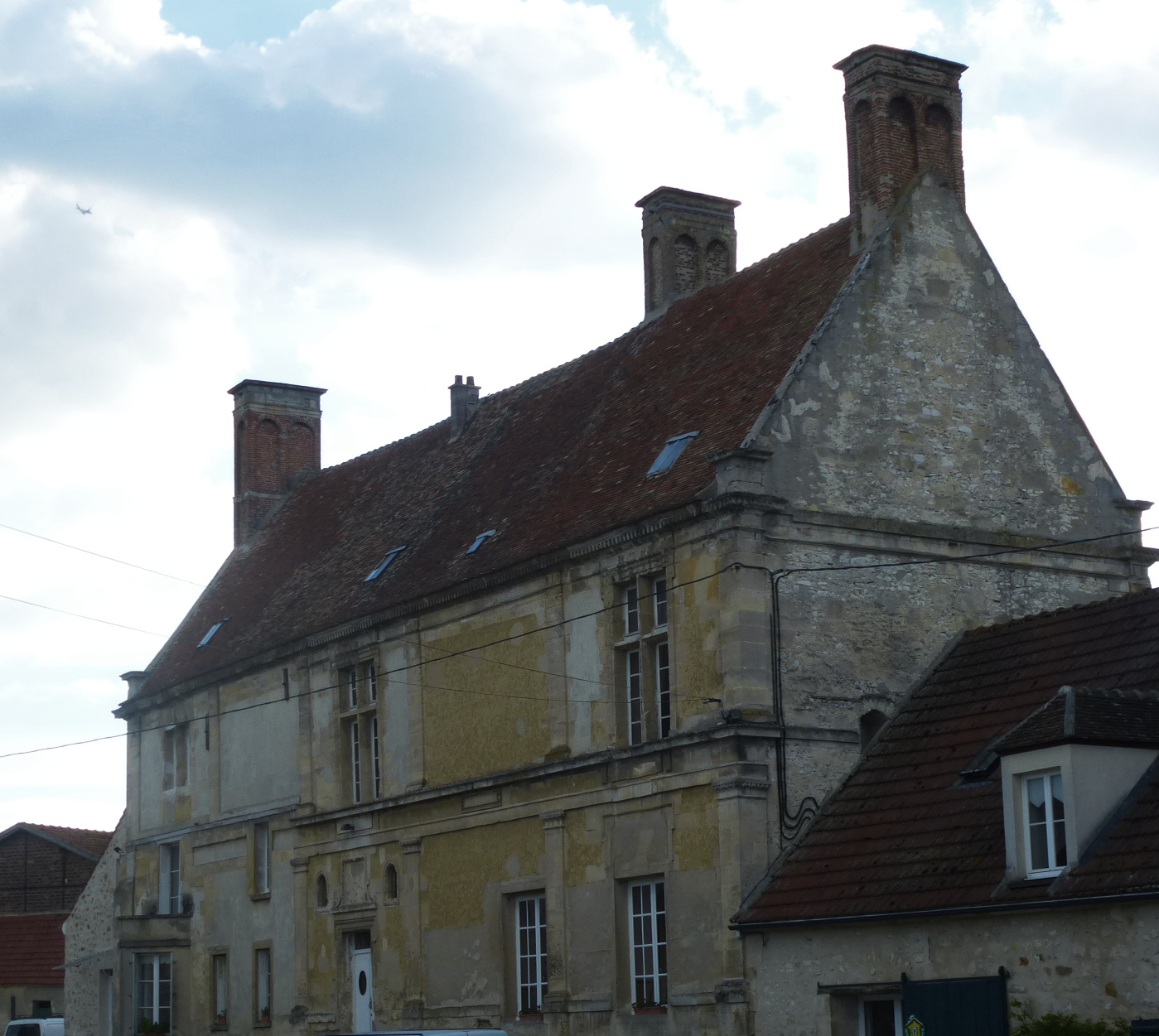
Gutshof oder Herrenhaus Ocquerre

- Schloss La Trousse aus dem 17. Jahrhundert
- Herrenhaus (Monument historique)

- Kirche Saint-Étienne
- Gutshof oder Herrenhaus Ocquerre

## Gemeindepartnerschaften
- Mit der britischen Gemeinde Burwell in Cambridgeshire (England) besteht seit 1996 eine Partnerschaft.